# Марьенлист
«Марьенлист» (норв. Marienlyst stadion) — стадион в Драммене, Норвегия. Вместительность стадиона составляет 8 935 человека. Домашняя арена футбольного клуба «Стрёмсгодсет» с 1967 года. Рекорд посещаемости, 17 300 зрителей, был зафиксирован в матче полуфинала кубка Норвегии 1947 года, в котором встречались «Мьёндален» и «Викинг». Рекорд посещаемости же для «Стрёмсгодсета» на Марьенлисте составил 16 687 человек в матче 22 мая 1969 года, в котором он принимал команду «Русенборг».
На Марьенлисте состоялся финал кубка Норвегии по футболу 1932 года, в котором встречались «Фредрикстад» и «Орн-Хотерн». На стадионе также состоялись 2 матча в рамках хоккейного турнира зимних Олимпийских игр 1952 года, проходивших в Осло.
Стадион был реконструирован в 2014 году.